# Isabel Bauzá
Isabel Bauzá (Madrid, 20 d'abril de 1942 és una presentadora de televisió espanyola .
Va ingressar en Televisió espanyola el 1959, amb el programa Hacia la fama. Al juny d'aquest mateix any va ingressar en la plantilla de presentadores fixes. En aquesta primera època de la televisió a Espanya va presentar també el musical Gran parada (1960), el concurs De 500 a 500.000 (1963), al costat de José Luis Pécker. Després compartiria plató amb altres futures promeses del mitjà. Més tard, seguirien Siempre en domingo (1971), amb Manuel Martín Ferrand i Juan Antonio Fernández Abajo, El mundo de la televisión (1975-1976), amb Santiago Vázquez i altres.
El 1984 participà en el mític programa La bola de cristal, en el qual presentava la primera part al costat de Gerardo Amechazurra, i ambdós s'enfrontaven als famosos Electroduendes.
Se li han concedit diversos Premis entre ells el Premi Ondas (Nacionals de Televisió) a la Millor Presentadora.

## Trajectòria a TV (programes presentats)
- ¿Quién es quién ?
- Arte infantil
- Walter y la familia Corchea
- Ven a jugar con nosotros
- Programas especiales de Navidad
- Fin de semana
- Plaza de España
- Kilómetro cero
- La semana que viene
- Con el código en la mano
- 5 duros por segundo
- Cita con el ingenio
- La subasta
- Estudio fotográfico
- Serenata
- Hacia la fama (1959).
- Gran parada (1960).
- X-O da dinero (1960).
- Carrusel (1960).
- De 500 a 500.000 (1963).
- En antena (1963-1965).
- Siempre en domingo (1971).
- Revistero (1975)
- El mundo de la televisión (1975-1976).
- Cuarto y mitad (1976-1977).
- Los espectáculos (1979).
- Cosas (1980-1981).
- Otras cosas (1981-1982).
- Próximamente (1982).
- La bola de cristal (1984-1985).
- El espejo mágico (1985-1986).